# Mělníki járás

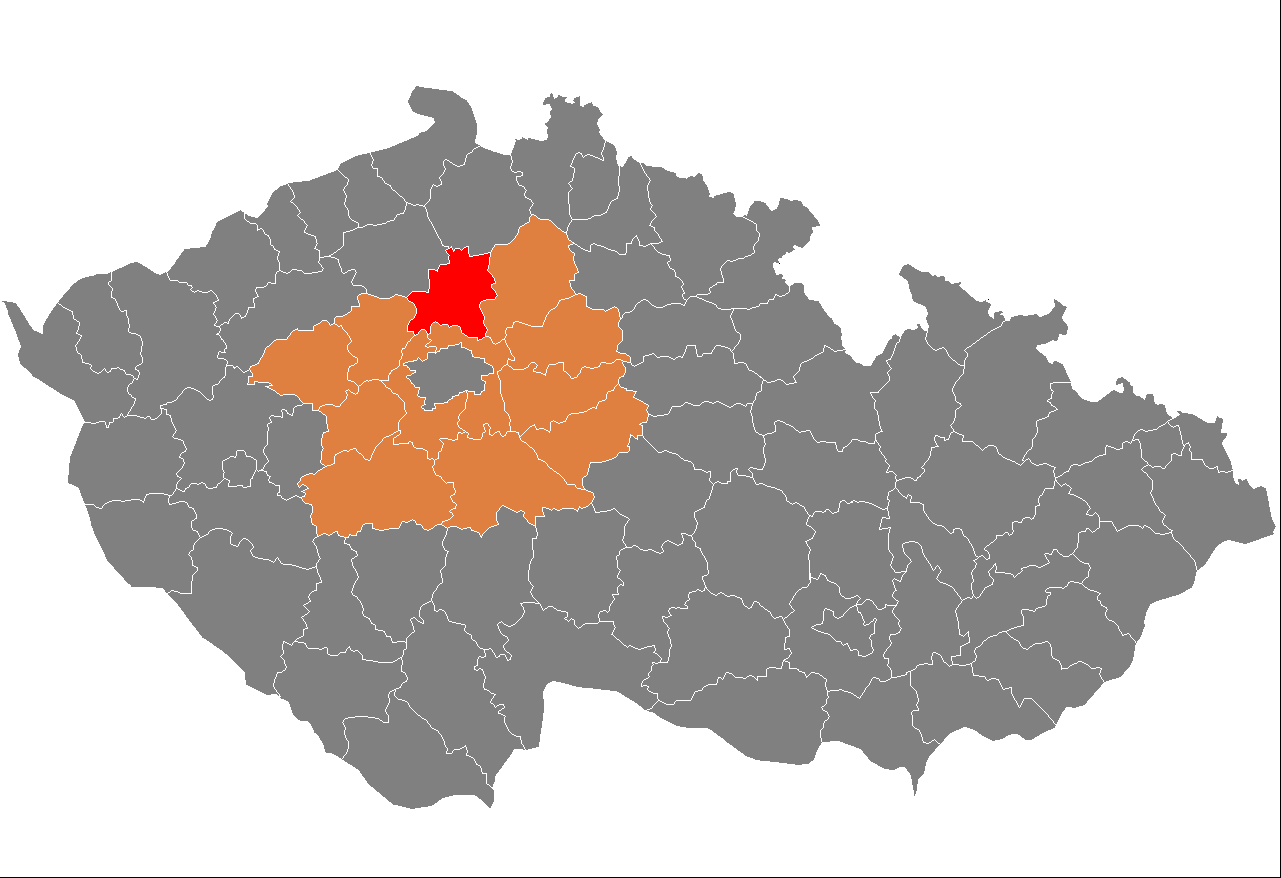
A Mělníki járás

Mělníki járás (csehül: Okres Mělník) közigazgatási egység Csehország Közép-csehországi kerületében. Székhelye Mělník. Lakosainak száma 95 802 fő (2007). Területe 701,08 km².

## Városai, mezővárosai és községei
A városok félkövér, a mezővárosok dőlt, a községek álló betűkkel szerepelnek a felsorolásban.

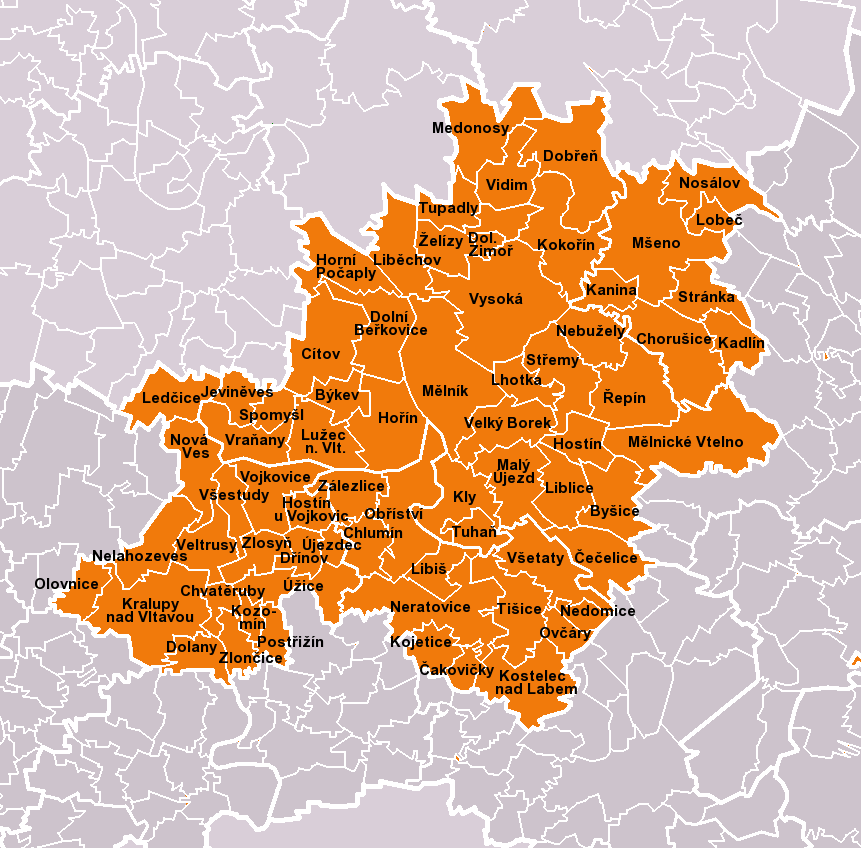
A Mělníki járás városai és községei

Býkev •
Byšice •
Čakovičky •
Čečelice •
Chlumín •
Chorušice •
Chvatěruby •
Cítov •
Dobřeň •
Dolany nad Vltavou •
Dolní Beřkovice •
Dolní Zimoř •
Dřínov •
Hořín •
Horní Počaply •
Hostín •
Hostín u Vojkovic •
Jeviněves •
Kadlín •
Kanina •
Kly •
Kojetice •
Kokořín •
Kostelec nad Labem •
Kozomín •
Kralupy nad Vltavou •
Ledčice •
Lhotka •
Liběchov •
Libiš •
Liblice •
Lobeč •
Lužec nad Vltavou •
Malý Újezd •
Medonosy •
Mělnické Vtelno •
Mělník •
Mšeno •
Nebužely •
Nedomice •
Nelahozeves •
Neratovice •
Nosálov •
Nová Ves •
Obříství •
Olovnice •
Ovčáry •
Postřižín •
Řepín •
Spomyšl •
Stránka •
Střemy •
Tišice •
Tuhaň •
Tupadly •
Újezdec •
Úžice •
Velký Borek •
Veltrusy •
Vidim •
Vojkovice •
Vraňany •
Všestudy •
Všetaty •
Vysoká •
Zálezlice •
Želízy •
Zlončice •
Zlosyň

## Fordítás
- * Ez a szócikk részben vagy egészben  a   Mělník District című angol Wikipédia-szócikk ezen változatának fordításán alapul.  Az eredeti cikk szerkesztőit annak laptörténete sorolja fel. Ez a jelzés csupán a megfogalmazás eredetét és a szerzői jogokat jelzi, nem szolgál a cikkben szereplő információk forrásmegjelöléseként.
- * Ez a szócikk részben vagy egészben  az   Okres Mělník című cseh Wikipédia-szócikk ezen változatának fordításán alapul.  Az eredeti cikk szerkesztőit annak laptörténete sorolja fel. Ez a jelzés csupán a megfogalmazás eredetét és a szerzői jogokat jelzi, nem szolgál a cikkben szereplő információk forrásmegjelöléseként.